# 海韋城 (加利福尼亞州)
海韋城（英語：Highway City）是位於美國加利福尼亞州弗雷斯諾縣的一個非建制地區。該地的面積和人口皆未知。

## 地理
海韋城的座標為36°48′39″N 119°53′06″W / 36.81083°N 119.88500°W，而該地的平均海拔高度為91米（即299英尺）。